# 飯嶋徹
飯嶋 徹（いいじま とおる、1964年4月19日 - ）は、日本の物理学者。専門は高エネルギー実験物理学。学位は、博士（理学）（京都大学・論文博士・1995年）。名古屋大学大学院理学研究科素粒子宇宙物理学専攻教授。兵庫県芦屋市出身。

## 経歴
経歴は以下の通り。
- 1983年3月、甲陽学院高校卒業
- 1987年3月、京都大学理学部卒業
- 1989年3月、京都大学大学院理学研究科物理学第二専攻博士前期課程修了（修士）
- 1994年8月、同博士後期課程単位取得退学
- 1995年3月、京都大学より博士（理学）の学位を取得、学位論文の題は「Search for the H Dibaryon by Ξ[-]Capture on the Deuteron(Ξ[-]粒子の重水素核吸収によるHダイバリオン探索)」）[2]
- 1992年4月、日本学術振興会特別研究員（1994年3月まで）
- 1994年9月、高エネルギー物理学研究所（1997年4月からは高エネルギー加速器研究機構）助手
- 2002年4月、名古屋大学大学院理学研究科助教授
- 2007年4月、同上准教授
- 2010年3月、同上教授
- 2010年4月、名古屋大学現象解析研究センター教授 (名古屋大学大学院理学研究科を兼務）

## 研究活動
- 2006年3月、トムソン・サイエンティフィックが発表した「世界で最も注目された研究者ランキング」において、高エネルギー加速器研究機構の羽澄昌史と片山伸彦、名古屋大学の岡部壮志と共に4位にランクインした[3]。
- 2002年、共著した論文"Direct Observation of Sequential Weak Decay of a　Double Hypernucleus"が日本物理学会第7回論文賞を受賞[4]
- 2019年6月21日、Belle II 実験のスポークスパーソンに就任[5]